# Brachistus affinis
Brachistus affinis är en potatisväxtart som först beskrevs av Julius Sterling Morton, och fick sitt nu gällande namn av W.G. D'arcy, J.L. Gentry och J.E. Averett. Brachistus affinis ingår i släktet Brachistus och familjen potatisväxter. Inga underarter finns listade i Catalogue of Life.